# Pinocchio (Boesmans)
Pinocchio ist eine Oper von Philippe Boesmans (Musik) mit einem Libretto von Joël Pommerat nach Carlo Collodis Pinocchio. Die Uraufführung fand am 3. Juli 2017 im Grand Théâtre de Provence Aix-en-Provence statt.

## Handlung
Prolog
Der Direktor der Theatertruppe wendet sich an das Publikum und kündigt an, die vollständige Geschichte zu erzählen. Er offenbart, dass er als Kind blind war, aber dennoch mit seinem „inneren Auge“ sehen konnte. Heute werde ihm seine Theatertruppe dabei helfen, die reine Wahrheit zu sagen.
Im Haus um im Garten des Vaters
Ein Mann hatte wegen seiner Schüchternheit nie ein Kind oder eine Frau. Er redet stattdessen ausschließlich mit einem Baum vor seinem Haus. Als dieser eines Tages von einem Sturm umgestürzt wird, schnitzt er aus einem der Äste eine menschliche Figur, die ihm Gesellschaft leisten soll: einen Hampelmann. Noch während dieser Gestalt annimmt, fängt er an zu sprechen und Gefühle zu zeigen.
Der Hampelmann hat Hunger und verlangt Essen – doch sein „Vater“ ist zu arm, um ihm etwas geben zu können. Nach einer Weile langweilt sich der Hampelmann. Der Vater erläutert ihm die Vorzüge einer schulischen Ausbildung, die eine Voraussetzung dafür sei, arbeiten und Geld verdienen zu können. Der Hampelmann beschließt, zur Schule zu gehen, ist aber mit dem alten Lehrbuch seines Vaters nicht zufrieden. Um ihm ein neues Buch kaufen zu können, verkauft der Vater seinen Mantel.
Auf dem Weg zur Schule – die Jahrmarktsbude
Der Hampelmann kommt an einer Jahrmarktsbude vorbei, wo ihn zwei Betrüger ansprechen und ihm einreden, dass die Schule gefährlich sei. Sie bieten ihm eine Eintrittskarte zum Kabarett an, die er mit seinem Schulbuch bezahlt. Im Theater ist er so beeindruckt von einer Sängerin, dass er auf die Bühne geht und sie belästigt. Wegen des dadurch verursachten Skandals wird er zum Direktor des Kabaretts gebracht. Der Hampelmann erzählt ihm seine Lebensgeschichte. Davon ist der Direktor so gerührt, dass er niesen muss und ihm viel Geld gibt. Er entlässt den Hampelmann mit der Mahnung, gut darauf aufzupassen.
Das Feld der Wunder – das Gericht – das Gefängnis
Erneut begegnet der Hampelmann den beiden Betrügern. Sie horchen ihn trickreich aus und erfahren so von dem Geld. Daraufhin erzählen sie ihm von einem „Feld der blauen Wunder“, auf dem er seinen Reichtum leicht vervielfältigen könne. Dort muss er das Geld vergraben und dann fortgehen, damit aus dieser Saat über Nacht ein Baum mit Geldscheinen wachsen könne. Am nächsten Morgen erkennt der Hampelmann zu spät, dass er hereingelegt wurde. Um sein Geld wiederzubekommen, wendet er sich an einen Richter, der ihm jedoch nicht hilft, sondern ihn wegen seiner Leichtgläubigkeit zu zehn Monaten Gefängnis verurteilt. Dort sehnt er sich nach seinem Vater.
Nach der Entlassung aus der Haft trifft der Hampelmann nachts auf drei Mörder, die ihm erzählen, dass sie auf Geld aus seien und arme Leute lediglich verprügeln würden. Dennoch behauptet der Hampelmann, dass er reich sei. Selbst als eine Frau ihn vor dieser Lüge warnt, bleibt er dabei. Um ihn dazu zu zwingen, ihnen dieses Geld zu geben, hängen ihn die Mörder an einen Baum und strangulieren ihn stundenlang, bis sie ihn für tot halten und fortgehen.
Bei der Fee – in der Schule
Da der Hampelmann aus Holz ist, hat er die Tortur überlebt. Als er erwacht, befindet sich die Frau, eine Fee, bei ihm. Sie spricht ihn mit dem Namen „Pinocchio“ an und erklärt ihm, dass sein ganzes Unglück nie passiert wäre, wenn er zur Schule gegangen wäre. Außerdem würde sein Vater ihn vermissen. Pinocchio erzählt ihr Lügen über sein Leben. Nach jeder einzelnen wächst seine Nase in die Länge. Erst als er den Zusammenhang erkennt und verspricht, mit den Lügen aufzuhören, heilt ihn die Fee. Sie verspricht ihm, dass sie ihn in einen echten Jungen verwandeln werde, wenn er zur Schule gehe.
Der Erzähler fragt sich, ob der Pinocchio sich wirklich ändern könne und jeden Tag in die Schule gehen werde. Doch tatsächlich erweist sich Pinocchio als der beste Schüler der Klasse. Er lässt sich nicht einmal von dem Unruhe stiftenden schlechten Schüler ablenken, der die Autorität des Lehrers in Frage stellt. Nach sechs Monaten erscheint die Fee erneut und teilt ihm mit, dass sie ihn zur Belohnung mit Hilfe ihrer Zauberkräfte zum Leben erwecken werde. Er solle das all seinen Freunden sagen und mit ihnen feiern.
Im Land der Lebenslust – im Zirkus
Pinocchio möchte auch den schlechten Schüler zu seiner Feier einladen. Doch dieser ist wenig beeindruckt von der Aussicht auf Fruchtsaft. Er plant stattdessen, abzuhauen. Gegen Mitternacht werde ein Transporter kommen und ihn an einen besseren Ort bringen, „wo das Leben pulsiert“. Dort gebe es keine Schule, sondern jeden Tag Party. Als das Fahrzeug kommt, fährt Pinocchio kurz entschlossen mit.
Im „Land der Lebenslust“ ist zunächst alles wie versprochen. Die Kinder amüsieren sich prächtig. Doch nach einigen Monaten stellen sie fest, dass sie sich allmählich in Esel verwandeln. Ein Mann, den sie bisher für ihren Freund gehalten hatten, erklärt ihnen, dass er in Wirklichkeit Eselverkäufer sei und sie an den Höchstbietenden verschachern werde. Ein Zirkusdirektor ersteht den Pinocchio-Esel, um ihn zu dressieren – doch Pinocchio stellt sich als dafür ungeeignet heraus. Der Zirkusdirektor verkauft ihn daher an einen Trommelbauer, der mit dem Eselfell seine Trommeln bespannen will. Dieser wirft Pinocchio ins Meer, um ihn auf schonende Weise zu töten.
Im Bauch des Wals
Im Meer verwandelt sich Pinocchio wieder zurück. Er erblickt ein Objekt im Wasser und rettet sich darauf. Doch kurz darauf stellt er fest, dass er im Bauch eines riesigen Wals gelandet ist. Hier findet er überraschenderweise auch seinen Vater wieder. Da der Wal im Laufe der Zeit viele Dinge verschluckt hatte, findet es der Vater dort sehr angenehm. Er war noch nie so reich und würde gerne bleiben. Doch Pinocchio möchte zurück in die Welt. Er langweilt sich und führt nachts lange Selbstgespräche. Dabei stellt er fest, dass der Wal von seinem Geschwätz unruhig wird. Durch diese Schwäche kann er den Wal dazu bringen, ihn und seinen Vater auszuspeien. Wieder an Land verwandelt sich der Hampelmann allmählich in einen echten Jungen, der nun offiziell den Namen „Pinocchio“ trägt.

## Gestaltung
Die Oper besteht aus 23 Szenen mit instrumentalen Überleitungen. Die Klangsprache ist fast durchweg melodisch eingängig, kantabel und tonal. Lediglich in den Zwischenspielen gibt es an Strawinsky gemahnende Verfremdungseffekte. Drei Bühnenmusiker (Violine, Saxofon und Akkordeon) ergänzen zusätzliche Stilelemente aus Schlager, Operette und Balkan-Folklore sowie improvisierte Passagen. Der Rezensent der Deutschen Bühne beschrieb die Musik als „Gebrauchsmusik im besten Sinne“. Der „neoromantische Stil“ Boesmans’ werde „nie dogmatisch, sondern [komme] mit einer gewissen Distanz daher“. Den Rezensenten des Belgischen Rundfunks erinnerte die Oper an die Werke Benjamin Brittens. Er erkannte außerdem eine Reminiszenz an Massenets Oper Manon. Auch der Rezensent der Zeitschrift Opernwelt störte sich nicht an dem „ausufernd eklektizistischen Amalgam aus Stilen, Modulen, Anleihen“, sondern verglich die Partitur mit einem „Palimpsest“, das eine „Welt der (musikalischen) Vielfalt“ beschreibe, eine „Verfremdungskunst, die anderes aufsaugt, um es wirkungsmächtig zum Eigenen zu transformieren“. Jeder Szene ist eine eigene für sie typische Klangsprache zugeordnet. Die Säge des Holzschnitzers zu Beginn der Oper wird von brummenden Blechbläsern begleitet, und das Wachsen von Pinocchios Name von einer aufsteigenden Sirene.

### Orchester
Das Orchester der Oper ist kammermusikalisch besetzt:
- Holzbläser: Flöte (auch Piccolo und Altflöte), Oboe (auch Englischhorn), Klarinette (auch Bassklarinette), Fagott (auch Kontrafagott)
- Blechbläser: zwei Hörner, Trompete, Posaune
- Harfe
- Klavier (auch Celesta)
- Schlagzeug (drei Spieler)
- Streicher: zwei Violinen 1, zwei Violinen 2, Bratsche, Violoncello
- Bühnenmusik: Saxophon, Akkordeon, Violine

## Werkgeschichte
Philippe Boesmans’ Oper Pinocchio ist ein Auftragswerk des Festival d’Aix-en-Provence und des Théâtre Royal de la Monnaie Brüssel. An der Uraufführungsproduktion waren außerdem die Opéra de Dijon und die Opéra National de Bordeaux beteiligt. Die Komposition wurde vom französischen Kulturministerium gefördert.
Das Libretto von Joël Pommerat basiert auf Carlo Collodis bekannter Kindergeschichte Pinocchio von 1881. Pommerat hatte den Stoff bereits 2008 als Theaterstück auf die Bühne gebracht. Die Opernfassung ist nach Au monde von 2014 bereits seine zweite Zusammenarbeit mit dem Komponisten Boesmans.
Die Regie der Uraufführung am 3. Juli 2017 im Grand Théâtre de Provence Aix-en-Provence hatte ebenfalls Joël Pommerat. Bühne und Lichtdesign stammten von Éric Soyer, die Kostüme von Isabelle Deffin und die Videoprojektionen von Renaud Rubiano. Emilio Pomàrico dirigierte das Solistenensemble Klangforum Wien. Auf der Bühne spielten die Musiker Tcha Limberger (Violine), Fabrizio Cassol (Saxofon) und Philippe Thuriot (Akkordeon). Es sangen Stéphane Degout (Direktor der Truppe u. a.), Vincent Le Texier (Vater u. a.), Chloé Briot (Hampelmann), Yann Beuron (zweiter Betrüger u. a.), Julie Boulianne (Kabarettsängerin u. a.) und Marie-Eve Munger (Fee). Ein Mitschnitt wurde auf France Musique im Radio übertragen und als Video auf Arte Concert bereitgestellt.
Mit der Brüsseler Premiere am 5. September 2017 mit demselben Ensemble wurde das dortige Opernhaus nach zweijähriger Renovierung wieder eröffnet. Zur Aufführung erschien auch das belgische Königspaar. Die Rezensentin der New York Times bemerkte, dass der stürmischste Beifall nach der Aufführung dem 81-jährigen Komponisten galt und seine Oper Pinocchio zweifellos ein „Hit“ sei.